# 塞西尔·夏米娜德
塞西尔·露易丝·斯特凡妮·夏米娜德（法語：Cécile Louise Stéphanie Chaminade；1857年8月8日—1944年4月13日），法国作曲家，钢琴家。8岁就开始作曲，但由于父亲的阻挠未能进入音乐学院，只能私下师从戈达等人学习。18岁时以钢琴家身份登台演出，获巨大成功，后到欧洲各地巡演，还曾访问美国，广受欢迎。晚年很少作曲和演出，但录制了一批珍贵录音。1944年逝世于蒙特卡罗。夏米娜德是最著名的女性作曲家之一，她的作品数量较多，以沙龙性质的钢琴曲为主，旋律优美，效果突出。而目前她最著名的作品则是《长笛小协奏曲》。

## 外部連結
- 塞西尔·夏米娜德的免费乐谱，由国际乐谱典藏计划提供